# 那不勒斯路
那不勒斯路（Rue de Naples）是巴黎第八区欧洲区的一条街道。 始于罗马路63号，止于马勒塞尔布大道72号。长470米，宽12米。

## 名称
那不勒斯路得名于意大利南部大城市那不勒斯。

## 历史
那不勒斯路开辟于1826年。

## 历史建筑
- 22号[2]
- 28号，新文艺复兴风格[3]
- 33号[4].
- 38号
- 47号